# Gredstedbroskibet
Gredstedbroskibet er et træskib fra omkring år 630, der blev fundet i 1945 under arbejde i Kongeå ved Gredstedbro i Sønderjylland.
Der blev fundet tre dele af skibet, som man i første omgang troede var dele af et en bro. Træet blev indleveret til Antikvarisk Samling i Ribe. Først 20 år senere blev træet undersøgt grundigere, hvor Mogens Bencard konstaterede at det var et spant, et fragtment af stævnen og et stykke af kølen. Man har siden foretaget yderligere udgravningerne for at finde flere fragmenter af skibet, men det er ikke lykkedes.
Skibstype ligger mellem konstruktionen af Nydambåden og vikingeskibe.
Spanten var fermstillet i ét stykke tre, og de har sandsynligvis været 220-230 cm lang, men kun 180 cm er bevaret. Fragmentet af stævnen var 113 cm langt, og var af samme type som Nydambåden. Kølfragmentet var 203 cm langt, og undersiden var slidt, hvilket indikerer at fartøjet har været trukket på land regelmæssigt.